# Xihong Lin
Pour les articles homonymes, voir Lin.
Xihong Lin (chinois simplifié : 林希虹) est une statisticienne sino-américaine connue pour ses contributions aux modèles mixtes, à la régression non paramétrique et semi-paramétrique, à la génétique statistique et à la génomique. Elle est professeure Henry Pickering Walcott à la Harvard T. H. Chan School of Public Health (en) et directrice de coordination du programme de génomique quantitative.  

## Formation et carrière
Xihong Lin obtient son diplôme de sciences à l'université Tsinghua de Pékin, en 1989 puis prépare un doctorat en biostatistique à l'université de Washington. Elle soutient en 1994, une thèse intitulée Bias Correction in Generalized Linear Mixed Models, sur la correction des biais dans les modèles mixtes linéaires généralisés, sous la direction de Norman Breslow. Elle est professeure de biostatistique à l'université du Michigan de 1994 à 2005.  
En 2015, elle est professeure Henry Pickering Walcott à la Harvard T. H. Chan School of Public Health et directrice de coordination du programme de génomique quantitative (PQG).

## Prix et distinctions
Xihong Lin reçoit le prix COPSS en 2006, le prix Spiegelman du meilleur statisticien de la santé de l'American Public Health Association (en) en 2002 et le MERIT Award décerné par l'Institut national du cancer (2007-2016). 
Lin est élue membre de la Société américaine de statistique en 2000, de l'Institut international de statistique en 2006, et de l'Institut de statistique mathématique en 2007. Elle obtient en 2017 le prix Florence Nightingale David décerné par le Comité des présidents de sociétés statistiques (COPSS) « pour son leadership et sa recherche collaborative en génétique statistique et en bioinformatique; et pour sa passion et son dévouement dans le mentorat d'étudiants et de jeunes statisticiens ». 
Lin est élue à l'Académie nationale de médecine en 2018, conjointement avec Francesca Dominici.

## Publications
- (en) Xihong Lin, Christian Genest, David L. Banks, Geert Molenberghs, David W. Scott et Jane-Ling Wang, Past, Present, and Future of Statistical Science, CRC Press, 2014, 79, 223 (ISBN 978-1-4822-0498-8, lire en ligne)
- I.Barnett et R. Murkerjee, « The Generalized Higher Criticism for Testing SNP-set Effects in Genetic Association Studies », Journal of the American Statistical Association,‎ 2017.
- X.Lin, S. Lee, M.C. Wu, C. Wang, H. Chen et Z. Li, « Test for Rare Variants by Environment Interactions in Sequencing Association Studies », Biometrics, vol. 72,‎ 2016, p. 156-164.
- H. Chen, C. Wang, M.P. Conomos, A.M. Stilp, Z. Li, T. Sofer, A.A. Szpiro, W. Chen, J.M. Brehm, J.C. Celedón, S.S. Redline, G.P. Papanicolaou, T.A. Thornton, C.C. Laurie, K. Rice et X. Lin, « Control for population structure and relatedness for binary traits in genetic association studies using logistic mixed models », American Journal of Human Genetics, vol. 98, no 4,‎ 2016, p. 653-666.
- J. Chen, A.C. Just, J. Schwartz, L. Hou, L. Jafari, Z. Sun, A. Baccarelli et X. Lin, « CpGFilter: Model-based CpG probe filtering with replicates for epigenome-wide association studies », Bioinformatics,‎ 2016.
- R. Murkerjee, N.S. Pillai et X. Lin, « Hypothesis testing for sparse binary regression », Annals of Statistics, vol. 43,‎ 2015, p. 352-381.